# Flórián Kovács

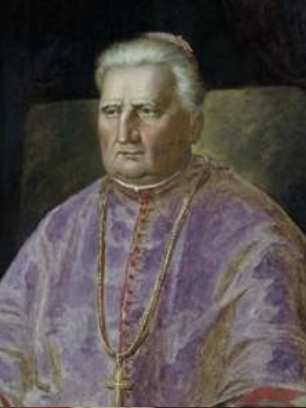
Flórián Kovács

Flórián Kovács (* 7. Mai 1754 in Diósgyőr; † 11. Dezember 1825 in Szatmárnémeti) war römisch-katholischer Bischof von Satu Mare.

## Leben
Er wurde am 5. April 1778  zum Diakon und zwei Wochen später am 18. April zum Priester geweiht.
Am 21. Dezember 1821 wurde er mit kaiserlichem Dekret Franz I. zum Bischof von Satu Mare ernannt. Diese Ernennung bestätigte Papst Pius VII. am 19. April 1822. Konsekriert wurde er am 21. Juli des gleichen Jahres in der Kathedrale von Satu Mare durch József Vurum, den Bischof von Oradea Mare.
Von Krankheit gezeichnet starb er am 11. Dezember 1825 in Satu Mare. Er war der erste Bischof, der in der Krypta der Christi-Himmelfahrts-Kathedrale von Satu Mare beigesetzt wurde.